# Polix coloradella
Polix coloradella är en fjärilsart som beskrevs av Walsingham 1888. Polix coloradella ingår i släktet Polix och familjen praktmalar, Oecophoridae. Inga underarter finns listade i Catalogue of Life.